# Czapla biała
Czapla biała (Ardea alba) – gatunek dużego ptaka z rodziny czaplowatych (Ardeidae), zamieszkującego wszystkie kontynenty, poza Antarktydą.

## Systematyka
Nazwę systematyczną Ardea alba nadał czapli białej szwedzki przyrodnik, prekursor współczesnej taksonomii Karol Linneusz. Zaliczył on ją jednocześnie do tego samego rodzaju, co wszystkie opisane przez niego czaplowate. Później została zaliczona do rodzaju Egretta, razem m.in. z czaplą nadobną. Constantin Wilhelm Lambert Gloger zaliczył ją w 1842 roku do monotypowego rodzaju Casmerodius. W późniejszym okresie jej systematyka była przedmiotem dyskusji, najczęściej zaliczano ją do rodzaju Egretta. Badania osteologiczne i genetyczne prowadzone na przełomie XX i XXI wieku jednoznacznie wskazywały jednak, że jest bliżej spokrewniona z gatunkami z rodzaju Ardea. Obecnie najczęściej zalicza się ją do rodzaju Ardea, jako takson siostrzany do czapli czarnonogiej. W Polsce pogląd ten został powszechnie przyjęty po publikacji prof. Tadeusza Stawarczyka z 2014 roku; wprowadzone w niej zmiany systematyczne są obecnie stosowane w najbardziej renomowanym polskim czasopiśmie ornitologicznym „Ornis Polonica”.
Wyróżnia się cztery podgatunki. Sugerowano podniesienie taksonu Ardea alba modesta do rangi gatunku, lecz propozycja ta nie zyskała akceptacji.

## Podgatunki i występowanie
Czapla biała zamieszkuje w zależności od podgatunku:
- czapla biała (Ardea alba alba) – pas od środkowej Europy i Bałkanów po środkową Azję, rosyjski Daleki Wschód, północno-wschodnie Chiny i środkową Japonię, ponadto północna Afryka. Zimuje w południowo-środkowej Europie, północnej i środkowej Afryce oraz na obszarze od Zatoki Perskiej po środkowe Chiny i Półwysep Koreański.
- czapla afrykańska (Ardea alba melanorhynchos) – Afryka Subsaharyjska i Madagaskar.
- czapla amerykańska (Ardea alba egretta) – Ameryka poza Kanadą, Alaską i Patagonią.
- czapla wschodnia (Ardea alba modesta) – południowa i wschodnia Azja po Indonezję i Australazję.

### Sytuacja w Polsce
W Polsce czapla biała podgatunku nominatywnego Ardea alba alba to licznie zalatujący, od niedawna skrajnie nieliczny ptak lęgowy. Wcześniej północny zasięg gniazdowania przebiegał przez Czechy i Słowację, obecnie następuje ekspansja tego gatunku na północ. Pierwszy przypadek gniazdowania w Polsce odkryto w 1997 roku nad Biebrzą, kolejne stwierdzone lęgowiska znajdowały się m.in. na zbiorniku Jeziorsko i w ujściu Warty w Słońsku. Regularnie (dawniej wyjątkowo) zimuje, zwłaszcza w południowej i zachodniej części kraju. Najważniejsze zimowiska to: Park Narodowy „Ujście Warty”, Stawy Milickie i Dolina Dolnej Odry.

## Morfologia

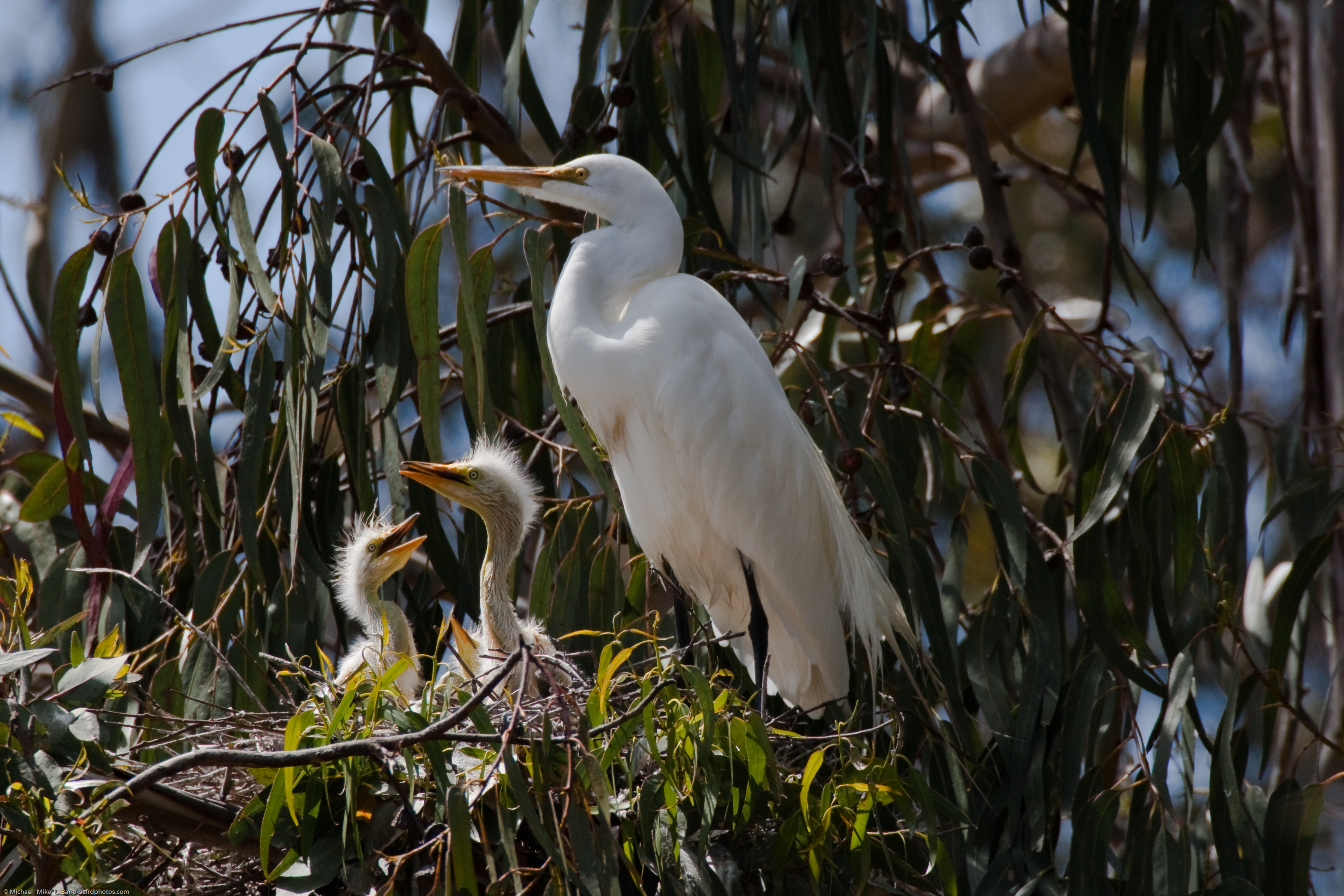
Czapla podgatunku A. a. egretta z pisklętami

Wygląd zewnętrznyNajwiększa biała czapla w Europie, wielkością dorównuje czapli siwej, choć jest od niej smuklejsza. Ma długą, esowato wygiętą szyję. Upierzenie śnieżnobiałe, w kątach dzioba żółty nieopierzony fragment skóry. W szacie godowej dziób czarny, a nogi żółte; z barków wyrastają wydłużone pióra. W szacie spoczynkowej dziób żółty, a nogi ciemne, żółtozielone.
Podobna do niej, również biało upierzona czapla nadobna jest dużo mniejsza.
Wymiary

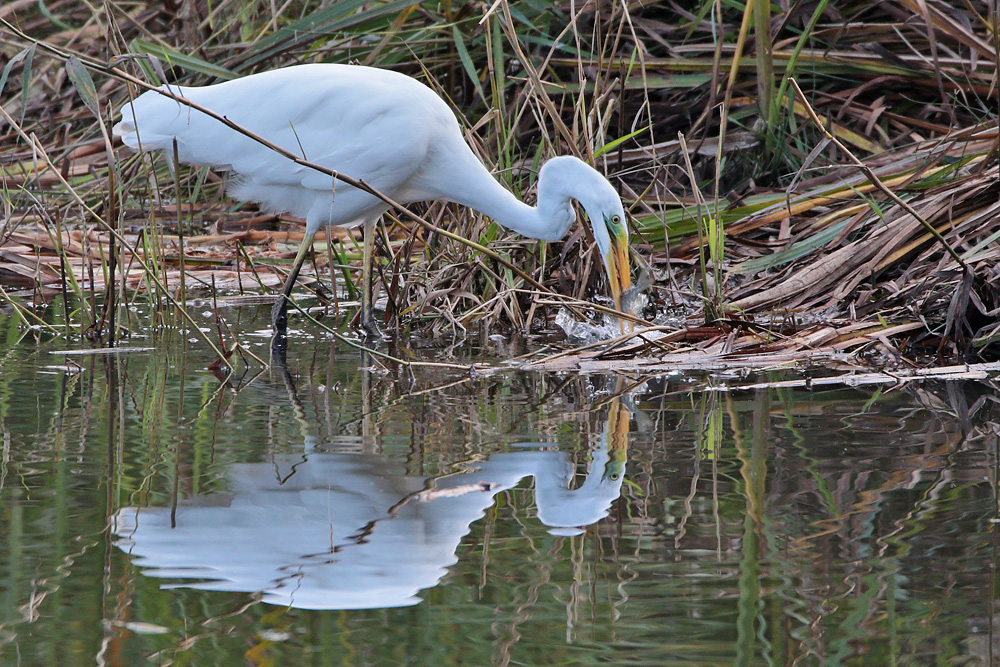
A. a. alba polująca na ryby

- długość ciała: 82–102 cm[10]
- rozpiętość skrzydeł: 140–170 cm[10]
- masa ciała: 700–1600 g[5]

## Ekologia i zachowanie

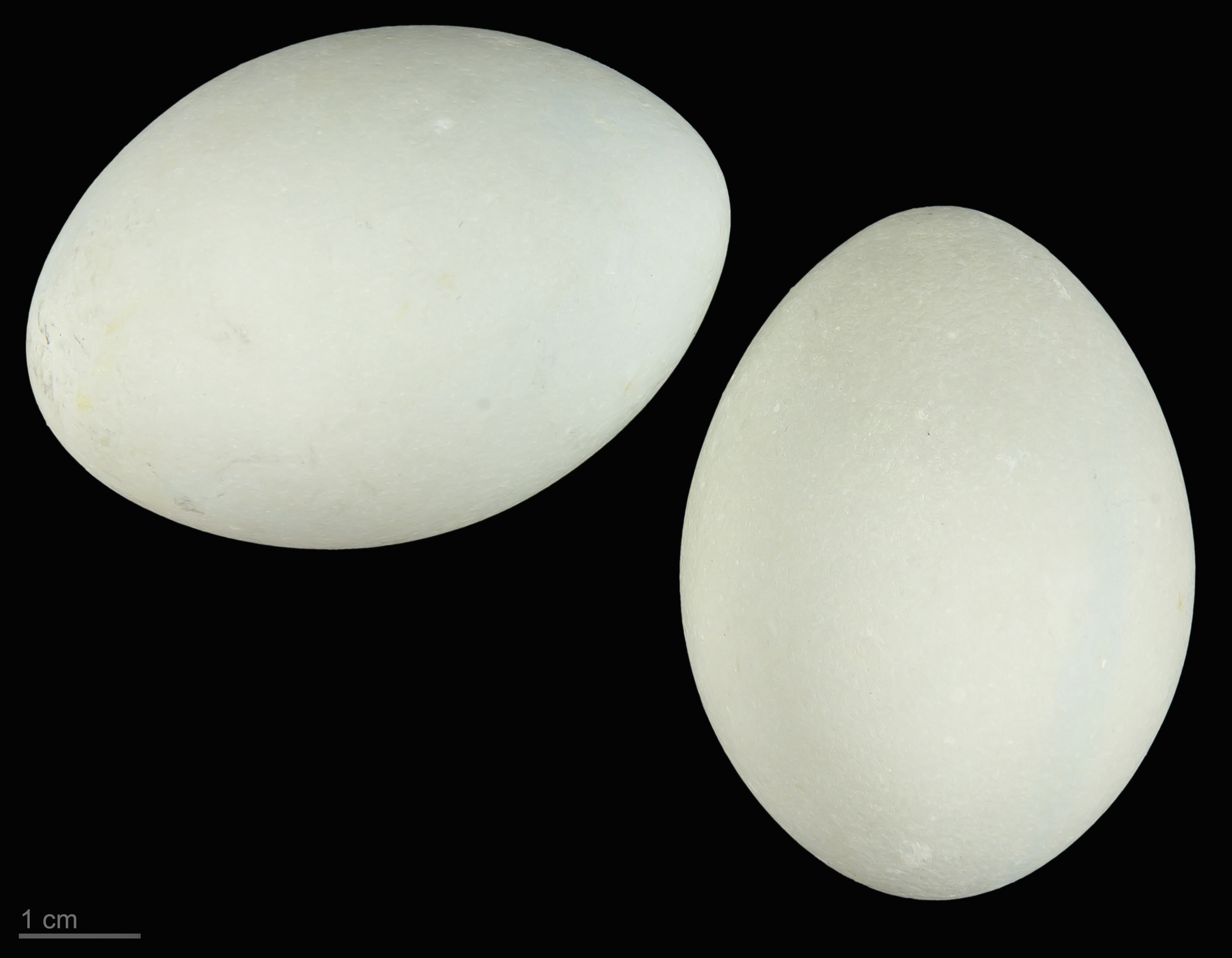
Jaja podgatunku A. a. melanorhynchos

BiotopDuże obszary trzcin, obrzeża jezior i stawów hodowlanych, brzegi i delty rzek, tereny zalewowe, bagna, zarośla mangrowe.
PożywienieZwierzęta wodne, głównie drobne – ryby, płazy, gady, skorupiaki i owady, chwytane przede wszystkim na płyciznach. Poluje też na zwierzęta lądowe – małe ssaki i ptaki, jaszczurki i owady.
GłosW koloniach lęgowych często wydaje rechoczące krrrok.
LęgiGniazduje zwykle w koloniach, często w towarzystwie innych gatunków czapli. Gniazdo umieszcza w trzcinach, rzadziej na drzewie. W ciągu roku wyprowadza 1 lęg. Składa w różnych porach (zależnie od regionu) 2 do 5 bladoniebieskich jaj o długości 60 mm. Wysiadywane są przez okres 25–26 dni przez obydwoje rodziców. Pisklęta opuszczają gniazdo po ok. 6 tygodniach.

## Status i ochrona
Międzynarodowa Unia Ochrony Przyrody (IUCN) uznaje czaplę białą za gatunek najmniejszej troski (LC – Least Concern) nieprzerwanie od 1988 roku. Liczebność światowej populacji szacuje się na 590 000 – 2 200 000 dorosłych osobników. Globalny trend liczebności populacji nie jest znany.
W Polsce czapla biała jest objęta ochroną gatunkową ścisłą. Na Czerwonej liście ptaków Polski została sklasyfikowana jako gatunek najmniejszej troski (LC). Liczebność krajowej populacji lęgowej w latach 2013–2018 szacowano na 168–489 par.